# André Crova
André Crova (Perpinyà, 3 de desembre del 1833 - Montpeller, 21 de juny del 1907) va ser un físic rossellonès que es dedicà especialment a l'òptica atmosfèrica.

## Biografia
Després ser professor a Perpinyà, com ja ho havia estat el seu pare), (1853-1859 i de física i química a Metz (1859), es doctorà el 12 d'abril del 1862, ensenyà física al Liceu de Montpeller (1868) i acabà esdevenint professor de la Facultat de Ciències de la universitat de Montpeller el 1870, càrrec que retingué fins a la mort. El 1875 va mesurar la constant solar amb el Pyrheliòmetre (una mena d'actinòmetre) que ell mateix havia construït, i n'obtingué un valor de 2,32 després d'un seguit de mesuraments al Ventor; posteriorment també l'emprà en altres mesuraments a Chamonix i als Grands Mulets (1896). Ideà un nou mètode de fotometria heterèocromàtica el 1881. Amb Jean-Nicolas Legrand contribuí a la construcció d'un petit observatori astronòmic el 28 de juliol del 1879 al "Jardin des Plantes" de Montpeller. Assessorà Ganskiy, que el 1897 obtingué un valor de 3,4 per a la constant solar en mesuraments fets a l'observatori del Mont Blanc.
Rebé el nomenament de cavaller de la Legió d'Honor i al 31 de maig del 1886 va ser acceptat com a membre corresponent de la secció de Física General a l'Acadèmia Francesa de les Ciències de l'Institut de França. En l'actualitat hi ha un carrer Crova a Montpeller.

## Publicacions
- Mesure de l'intensité calorifique des radiations solaires et de leur absorption par l'atmosphère terrestre, article a Annales de Chimie et de Physique 11 (1877), p. 433-520
- Description d'un baromètre-balance enregistreur, article a Acad.Mém.Montpellier 9 (1879), p. 153-171
- Mesure de l'intensité calorifique de la radiation solaire en 1876, article a Acad.Mém.Montpellier 9 (1879), p. 145-151
- Response aux remarques de Charles Martins sur l'installation d'un télescope dans le Jardin des Plantes de Montpellier 1879 (facsímil: Kessinger Publishing, 2010 ISBN 9781160237024)
- Mesure de l'intensité calorifique des radiations solaires et de leur absorption par l'atmosphère terrestre. Deuxième Partie, article a Annales de Chimie 19 (1880), p. 167-194
- Commutateur pour les divers modes d'assemblage des circuits, article a Séances de la Société Physique de Paris (1882), p. 117-118
- Sur la photométrie, article a Revue Scientifique 3 (1882), p. 225-231; 752-756
- Condensation hygrometer, Abstracts of the The Chemical Society (1883), p. 118
- Description d'un spectrophotomètre, article a Annales de Chimie 29 (1883), p. 556-573
- Observations actinométriques faites pendant l'année 1882-83 à l'Observatoire météorologique de Montpellier, article a Acad.Mém.Montpellier 10 (1884), p. 541-548
- Rapport sur les expériences faites à Montpellier pendant l'année 1881 par la Commission des appareils solaires, article a Acad.Mém.Montpellier 10 (1884), p. 289-328
- André Crova, Paul Garbe Sur un étalon électrostatique de potentiel, article a Acad.Mém.Montpellier 10 (1884), p. 553-556
- Sur une méthode de graduation des hygromètres à absorption, article a Acad.Mém.Montpellier 10 (1884), p. 548-552
- Diffusion photometer, Abstracts of the The Chemical Society (1885), p. 320
- André Crova, Paul Garbe Charge and discharge of secondary batteries, Abstracts of the The Chemical Society (1885) p. 1099
- Sur l'emploi des écrans diffuseurs en photométrie, article a Annales de Chimie 6 (1885), p. 342-357
- Sur l'enregistrement de l'intensité calorifique de la radiation solaire, article a Annales de Chimie et de Physique 14 (1888), p. 121-144

### Articles alJournal de Physique
- Construction d'un étalon de résistance électrique 3 (1874), p. 54-57
- Représentation graphique des constantes des éléments voltaïques 3 (1874), p. 278-286
- Sur un nouveau rhéostat 3 (1874), p. 124-126
- Sur une expérience relative a la transformation des forces 4 (1875), p. 357-358
- Mesure de l'intensité calorifique de la radiation solaire et de son absorption par l'atmosphère terrestre' 5 (1876), p. 361-366
- Étude de l'énergie des radiations émises par les sources calorifiques et lumineuses 7 (1878), p. 357-363
- Mesure spectrométrique des hautes températures 8 (1879), p. 196-198
- Notes sur les spectrophotomètres 8 (1879), p. 85-92
- Étude des prismes polariseurs employés dans les observations photométriques 9 (1880), p. 152-154
- Appareil pour projeter les images à une distance quelconque avec un grossissement variable 10 (1881), p. 158-160
- Inscription mécanique des figures de LISSAJOUS 10 (1881), p. 211-213
- Projection des figures de Lissajous avec des différences de phases variables à volonté 10 (1881), p. 253-257
- Gyroscope magnétique 1 (1882), p. 271-273
- Projection du foyer du prisme 1 (1882), p. 84-86
- Description d'un hygromètre à condensation intérieure 2 (1883), p. 166-169
- Sur l'hygrométrie 2 (1883), p. 450-461

### Articles alsComptes rendus de l'Académie des sciences
- Mesure de la force électromotrice des piles, en unités absolues 78 (1874), p. 965-968
- Sur l'intensité calorifique de la radiation solaire et son absorption par l'atmosphère terrestre 81 (1875), p. 1205-1207
- Recherches sur la loi de transmission par l'atmosphère terrestre des radiations calorifiques du Soleil 82 (1876), p. 81-84
- Sur la répartition de la radiation solaire à Montpellier pendant l'année 1875 82 (1876), p. 375-377
- Mesures de l'intensité calorifique des radiations solaires reçues à la surface du sol 84 (1877), p. 495-497
- Étude spectrométrique de quelques sources lumineuses 87 (1878), p. 322-325
- Mesure de l'intensité calorifique des radiations solaires 87 (1878), p. 106-108
- Sur la mesure spectrométrique des hautes températures 87 (1878), p. 979-981
- Sur une nouvelle méthode de produire des signaux lumineux intermittents 91 (1880), p. 1061-1062
- Étude sur les spectrophotomètres 92 (1881), p. 36-37
- Expériences faites dans les usines du Creussot pour la mesure optique des hautes températures 92 (1881), p. 707-709
- Comparaison photométrique des sources lumineuses de teintes différentes 93 (1881), p. 512-513
- André Crova, H. Lagarde Détermination du pouvoir éclairant des radiations simples 93 (1881), p. 959-961
- Études des appareils solaires 94 (1882), p. 943-945
- Sur un nouvel hygromètre à condensation 94 (1882), p. 1514-1516
- Sur la photométrie solaire 95 (1882), p. 1271-1273; 96 (1883), p. 124
- Observations actinométriques faites a Montpellier pendant les années 1883-1884 [1883-1888, 1893 i 1895], 98 (1884), p. 387-389; 100 (1885), p. 906-907; 102 (1886), p. 511-512; 104 (1887), p. 387-389; 106 (1888), p. 810-811; 108 (1889), p. 482-483; 118 (1894), p. 507-510; 122 (1896), p. 654-656
- Photométrie des foyers intenses de lumière 99 (1884), p. 1067-1069
- Sur un photométre à diffusion 99 (1884), p. 1115-1117
- Enregistrement de la radiation solaire 101 (1885), p. 928-932
- Sur un enregistreur de l'intensité calorifique de la radiation solaire 101 (1885), p. 418-421, 488
- Observations faites à Montpellier avec l'actinomètre enregistreur 102 (1886), p. 962-965
- Observations sur la radiation solaire (1887), p. 217-218
- Sur l'absorption par l'atmosphère des radiations solaires (1887), p. 194-195
- Sur l'enregistrement de l'intensité calorifique des radiations solaires 104 (1887), p. 1231-1234
- Sur la transmissibilité de la radiation solaire par l'atmosphère terrestre 104 (1887)
- André Crova, Aleksei Pavlovich Hansky Observations actinométriques faites sur le mont Blanc 125 (1897), p. 917-921
- André Crova, F. Houdaille Déterminations actinométriques faites au mont Blanc 123 (1896), p. 928-932

### Congressos de l'Association française pour l'avancement des sciences
- Étude spectrométrique de quelques sources lumineuses I (1878), p. 330
- Appareil pour la mesure des hautes températures I (1879), p. 392
- Mesure spectro-photométrique de la température des flammes I (1879), p. 413
- Sur la mesure de l'intensité calorifique et de la transmissibilité des radiations solaires dans les observations météorologiques 8 (1879), p. 567-571
- Projection des figures de Lissajous avec des différences de phase variables à volonté I (1881), p. 340
- Étude des aberrations des prismes et de leur influence sur les observations spectroscopiques I (1881), p. 344
- Le gyroscope magnétique 2 (1881), p. 344
- Sur un actinomètre enregistreur  1 (1885), p. 121
- Sur l'absorption par l'atmosphère des radiations solaires 1 (1887), p. 194
- Observations sur la radiation solaire 1 (1887), p. 217
- Enregistrement de la chaleur solaire 1 (1888), p. 161
- Sur un cas particulier de sursaturation de la vapeur d'eau 1 (1888), p. 164
- Observations actinométriques faites à Montpellier en 1887 1 (1888), p. 171
- Sur le mode de répartition de la vapeur d'eau dans l'atmosphère 1 (1889), p. 284
- Sur l'étalonnage des actinomètres 1 (1889), p. 285
- Sur la photométrie des lampes à incandescence 2 (1889), p. 264, 336
- Observations faites au sommet du Mont Ventoux sur la radiation solaire 2 (1889), p. 368
- Sur l'analyse de la lumière bleue diffusée par le ciel 2 (1890), p. 245; 1 (1891), p. 295
- Analyse de la lumière diffusée 1 (1891), p. 199
- L'association française en 1891-1892 1 (1892)
- Applications de la photographie aux méthodes photométriques 1 (1892), p. 171
- Application de la méthode de réduction à zéro au bolomètre 1 (1892), p. 178
- Sur les étalons de lumière 1 (1896)